# Tour cycliste féminin international de l'Ardèche 2016
La 14e édition du Tour cycliste féminin international de l'Ardèche a lieu du 1er au 6 septembre 2016. La course fait partie du calendrier UCI féminin en catégorie 2.2. Son parcours est très montagneux avec notamment une arrivée au sommet du mont Ventoux.
Les deux premières étapes sont remportées au sprint par Katarzyna Pawłowska. Anna Kiesenhofer s'impose au sommet du Ventoux et prend la tête du classement général. Elle en est cependant dépossédée le lendemain par Flávia Oliveira, auteur d'une longue échappée, qui remporte également l'étape. Edwige Pitel gagne le contre-la-montre de la cinquième étape. Alison Jackson s'impose seule sur la sixième étape, tout comme Doris Schweizer sur la dernière. Au classement général, Flávia Oliveira devance Anna Kiesenhofer et Edwige Pitel. Elle s'adjuge également le classement de la montagne. Edwige Pitel remporte le classement par points et du combiné. Alison Jackson est la meilleure sprinteuse et Kseniya Tuhai la meilleure jeune. La sélection internationale, équipe mixte menée par Anna Kiesenhofer, est la meilleure équipe.

## Équipes
Dix équipes professionnelles, cinq équipes amateurs et six sélections internationales, nationales et régionales prennent le départ.
| Équipes féminines professionnelles (10)- Alé Cipollini - BePink - Drops - Inpa-Bianchi - Lares-Waowdeals Women - Poitou-Charentes.Futuroscope.86 - Servetto Footon - Top Girls Fassa Bortolo - Visit Dallas DNA - Weber Shimano Ladies Power Équipes nationales (4)- Espagne - Norvège - Pologne - Ukraine Équipe féminines amateur (4)- Chirio-Tre Colli-Casa Giani - Conade Visit Mexico - DN 17 Poitou-Charentes - Jos Feron Lady Force |
| |

Celles non listées ci-dessus :
| Équipes amateures        | Équipes amateures | Équipes amateures |
| Nom de l'équipe          | Pays              | Code              |
| ------------------------ | ----------------- | ----------------- |
| Racing Chance Foundation |                   |                   |
| Team Crédit Mutuel       | France            |                   |

| Équipes nationale et régionales | Équipes nationale et régionales | Équipes nationale et régionales |
| Nom de l'équipe                 | Pays                            | Code                            |
| ------------------------------- | ------------------------------- | ------------------------------- |
| Sélection Internationale        |                                 |                                 |

## Étapes
| Étape     | Date    | Villes étapes                             | type                        | Distance (km) | Vainqueur d'étape   | Leader du classement général |
| --------- | ------- | ----------------------------------------- | --------------------------- | ------------- | ------------------- | ---------------------------- |
| 1re étape | 1 sept. | La Voulte-sur-Rhône – La Voulte-sur-Rhône | étape de plaine             | 82,7          | Katarzyna Pawłowska | Katarzyna Pawłowska          |
| 2e étape  | 2 sept. | Privas – Villeneuve-de-Berg               | étape de moyenne montagne   | 129,4         | Katarzyna Pawłowska | Katarzyna Pawłowska          |
| 3e étape  | 3 sept. | L'Isle-sur-la-Sorgue – mont Ventoux       | étape de montagne           | 94,9          | Anna Kiesenhofer    | Anna Kiesenhofer             |
| 4e étape  | 4 sept. | Florac – mont Lozère                      | étape de montagne           | 126,4         | Flávia Oliveira     | Flávia Oliveira              |
| 5e étape  | 5 sept. | La Bégude-de-Mazenc – Charols             | contre-la-montre individuel | 7,7           | Edwige Pitel        | Flávia Oliveira              |
| 6e étape  | 5 sept. | Puy-Saint-Martin – Saulce-sur-Rhône       | étape vallonnée             | 87,4          | Alison Jackson      | Flávia Oliveira              |
| 7e étape  | 6 sept. | Saint-Sauveur-de-Montagut – Cruas         | étape vallonnée             | 95,2          | Doris Schweizer     | Flávia Oliveira              |

## Déroulement de la course
Attention en raison du grand nombre d'équipes mixtes présentes sur l'épreuve, les équipes indiquées dans les classements sont incorrectes ou manquantes. Reportez-vous à la partie Liste des participantes pour avoir l'équipe correcte.

### 1reétape
Quelques tentatives d'échappée émaillent l'étape. La plus notable est à porter au compte d'Irena Ossola. Alison Jackson remporte tous les classements des rushs et prend donc logiquement la tête de ce classement. Irene Bitto passe en tête de l'unique grand-prix des monts de la journée. Au sprint massif, Katarzyna Pawłowska est la plus véloce devant Alison Jackson et Iris Sachet.
| \| Classement de l'étape \| Classement de l'étape \| Classement de l'étape \| Classement de l'étape \| Classement de l'étape \| \| Coureuse \| Coureuse \| Pays \| Équipe \| Temps \| \| --------------------- \| --------------------- \| --------------------- \| ----------------------- \| --------------------- \| \| 1re \| Katarzyna Pawłowska \| Pologne \| Pologne \| 2 h 09 min 51 s \| \| 2e \| Alison Jackson \| Canada \| Twenty16-Ridebiker \| + 0 s \| \| 3e \| Iris Sachet \| France \| \| + 0 s \| \| 4e \| Soraya Paladin \| Italie \| Top Girls Fassa Bortolo \| + 0 s \| \| 5e \| Daiva Tušlaitė \| Lituanie \| Inpa-Bianchi \| + 0 s \| \| 6e \| Lara Vieceli \| Italie \| Inpa-Bianchi \| + 0 s \| \| 7e \| Sarah Inghelbrecht \| Belgique \| Lares-Waowdeals Women \| + 0 s \| \| 8e \| Flávia Oliveira \| Brésil \| \| + 0 s \| \| 9e \| Kseniya Dobrynina \| Russie \| Astana Women's Team \| + 0 s \| \| 10e \| Simona Bortolotti \| Italie \| BePink \| + 0 s \| |                     |          |                         |                 |
| |                     |          |                         |                 |
| |                     |          |                         |                 |
| Classement de l'étape |                     |          |                         |                 |
| Coureuse | Coureuse            | Pays     | Équipe                  | Temps           |
| 1re | Katarzyna Pawłowska | Pologne  | Pologne                 | 2 h 09 min 51 s |
| 2e | Alison Jackson      | Canada   | Twenty16-Ridebiker      | + 0 s           |
| 3e | Iris Sachet         | France   |                         | + 0 s           |
| 4e | Soraya Paladin      | Italie   | Top Girls Fassa Bortolo | + 0 s           |
| 5e | Daiva Tušlaitė      | Lituanie | Inpa-Bianchi            | + 0 s           |
| 6e | Lara Vieceli        | Italie   | Inpa-Bianchi            | + 0 s           |
| 7e | Sarah Inghelbrecht  | Belgique | Lares-Waowdeals Women   | + 0 s           |
| 8e | Flávia Oliveira     | Brésil   |                         | + 0 s           |
| 9e | Kseniya Dobrynina   | Russie   | Astana Women's Team     | + 0 s           |
| 10e | Simona Bortolotti   | Italie   | BePink                  | + 0 s           |

| \| Classement général \| Classement général \| Classement général \| Classement général \| Classement général \| \| Coureuse \| Coureuse \| Pays \| Équipe \| Temps \| \| ------------------ \| ------------------- \| ------------------ \| ----------------------- \| ------------------ \| \| 1re \| Katarzyna Pawłowska \| Pologne \| Pologne \| 2 h 09 min 51 s \| \| 2e \| Alison Jackson \| Canada \| Twenty16-Ridebiker \| + 0 s \| \| 3e \| Iris Sachet \| France \| \| + 0 s \| \| 4e \| Soraya Paladin \| Italie \| Top Girls Fassa Bortolo \| + 0 s \| \| 5e \| Daiva Tušlaitė \| Lituanie \| Inpa-Bianchi \| + 0 s \| \| 6e \| Lara Vieceli \| Italie \| Inpa-Bianchi \| + 0 s \| \| 7e \| Sarah Inghelbrecht \| Belgique \| Lares-Waowdeals Women \| + 0 s \| \| 8e \| Flávia Oliveira \| Brésil \| \| + 0 s \| \| 9e \| Kseniya Dobrynina \| Russie \| Astana Women's Team \| + 0 s \| \| 10e \| Simona Bortolotti \| Italie \| BePink \| + 0 s \| |                     |          |                         |                 |
| |                     |          |                         |                 |
| |                     |          |                         |                 |
| Classement général |                     |          |                         |                 |
| Coureuse | Coureuse            | Pays     | Équipe                  | Temps           |
| 1re | Katarzyna Pawłowska | Pologne  | Pologne                 | 2 h 09 min 51 s |
| 2e | Alison Jackson      | Canada   | Twenty16-Ridebiker      | + 0 s           |
| 3e | Iris Sachet         | France   |                         | + 0 s           |
| 4e | Soraya Paladin      | Italie   | Top Girls Fassa Bortolo | + 0 s           |
| 5e | Daiva Tušlaitė      | Lituanie | Inpa-Bianchi            | + 0 s           |
| 6e | Lara Vieceli        | Italie   | Inpa-Bianchi            | + 0 s           |
| 7e | Sarah Inghelbrecht  | Belgique | Lares-Waowdeals Women   | + 0 s           |
| 8e | Flávia Oliveira     | Brésil   |                         | + 0 s           |
| 9e | Kseniya Dobrynina   | Russie   | Astana Women's Team     | + 0 s           |
| 10e | Simona Bortolotti   | Italie   | BePink                  | + 0 s           |

### 2eétape
Alicia Ratajczak attaque dans la première ascension de la journée. Ensuite, Charlotte Bravard accélère dans la descente et compte jusqu'à une minute cinquante d'avance sur ses poursuivantes. Après cent kilomètres d'échappée, elle est rejointe par le peloton. Comme la veille, Katarzyna Pawłowska gagne le sprint devant Małgorzata Jasińska et Soraya Paladin.
| \| Classement de l'étape \| Classement de l'étape \| Classement de l'étape \| Classement de l'étape \| Classement de l'étape \| \| Coureuse \| Coureuse \| Pays \| Équipe \| Temps \| \| --------------------- \| --------------------- \| --------------------- \| ------------------------------- \| --------------------- \| \| 1re \| Katarzyna Pawłowska \| Pologne \| Pologne \| 4 h 00 min 20 s \| \| 2e \| Małgorzata Jasińska \| Pologne \| Pologne \| + 0 s \| \| 3e \| Soraya Paladin \| Italie \| Top Girls Fassa Bortolo \| + 0 s \| \| 4e \| Ane Santesteban \| Espagne \| Espagne \| + 0 s \| \| 5e \| Sofia Bertizzolo \| Italie \| Astana Women's Team \| + 0 s \| \| 6e \| Edwige Pitel \| France \| SC Michela Fanini \| + 0 s \| \| 7e \| Hanna Nilsson \| Suède \| Lensworld-Zannata \| + 0 s \| \| 8e \| Mavi García \| Espagne \| Bizkaia-Durango \| + 0 s \| \| 9e \| Séverine Eraud \| France \| Poitou-Charentes.Futuroscope.86 \| + 0 s \| \| 10e \| Alison Jackson \| Canada \| Twenty16-Ridebiker \| + 0 s \| |                     |         |                                 |                 |
| |                     |         |                                 |                 |
| |                     |         |                                 |                 |
| Classement de l'étape |                     |         |                                 |                 |
| Coureuse | Coureuse            | Pays    | Équipe                          | Temps           |
| 1re | Katarzyna Pawłowska | Pologne | Pologne                         | 4 h 00 min 20 s |
| 2e | Małgorzata Jasińska | Pologne | Pologne                         | + 0 s           |
| 3e | Soraya Paladin      | Italie  | Top Girls Fassa Bortolo         | + 0 s           |
| 4e | Ane Santesteban     | Espagne | Espagne                         | + 0 s           |
| 5e | Sofia Bertizzolo    | Italie  | Astana Women's Team             | + 0 s           |
| 6e | Edwige Pitel        | France  | SC Michela Fanini               | + 0 s           |
| 7e | Hanna Nilsson       | Suède   | Lensworld-Zannata               | + 0 s           |
| 8e | Mavi García         | Espagne | Bizkaia-Durango                 | + 0 s           |
| 9e | Séverine Eraud      | France  | Poitou-Charentes.Futuroscope.86 | + 0 s           |
| 10e | Alison Jackson      | Canada  | Twenty16-Ridebiker              | + 0 s           |

| \| Classement général \| Classement général \| Classement général \| Classement général \| Classement général \| \| Coureuse \| Coureuse \| Pays \| Équipe \| Temps \| \| ------------------ \| ------------------- \| ------------------ \| ------------------------------- \| ------------------ \| \| 1re \| Katarzyna Pawłowska \| Pologne \| Pologne \| 6 h 10 min 11 s \| \| 2e \| Soraya Paladin \| Italie \| Top Girls Fassa Bortolo \| + 0 s \| \| 3e \| Alison Jackson \| Canada \| Twenty16-Ridebiker \| + 0 s \| \| 4e \| Małgorzata Jasińska \| Pologne \| Pologne \| + 0 s \| \| 5e \| Lara Vieceli \| Italie \| Inpa-Bianchi \| + 0 s \| \| 6e \| Sofia Bertizzolo \| Italie \| Astana Women's Team \| + 0 s \| \| 7e \| Ane Santesteban \| Espagne \| Espagne \| + 0 s \| \| 8e \| Flávia Oliveira \| Brésil \| \| + 0 s \| \| 9e \| Daiva Tušlaitė \| Lituanie \| Inpa-Bianchi \| + 0 s \| \| 10e \| Séverine Eraud \| France \| Poitou-Charentes.Futuroscope.86 \| + 0 s \| |                     |          |                                 |                 |
| |                     |          |                                 |                 |
| |                     |          |                                 |                 |
| Classement général |                     |          |                                 |                 |
| Coureuse | Coureuse            | Pays     | Équipe                          | Temps           |
| 1re | Katarzyna Pawłowska | Pologne  | Pologne                         | 6 h 10 min 11 s |
| 2e | Soraya Paladin      | Italie   | Top Girls Fassa Bortolo         | + 0 s           |
| 3e | Alison Jackson      | Canada   | Twenty16-Ridebiker              | + 0 s           |
| 4e | Małgorzata Jasińska | Pologne  | Pologne                         | + 0 s           |
| 5e | Lara Vieceli        | Italie   | Inpa-Bianchi                    | + 0 s           |
| 6e | Sofia Bertizzolo    | Italie   | Astana Women's Team             | + 0 s           |
| 7e | Ane Santesteban     | Espagne  | Espagne                         | + 0 s           |
| 8e | Flávia Oliveira     | Brésil   |                                 | + 0 s           |
| 9e | Daiva Tušlaitė      | Lituanie | Inpa-Bianchi                    | + 0 s           |
| 10e | Séverine Eraud      | France   | Poitou-Charentes.Futuroscope.86 | + 0 s           |

### 3eétape
La première échappée part au kilomètre douze. Elle est composée de Danielle Christmas, Anna Plichta, Sara Olsson, Vita Heine et Silvia Valsecchi. Vingt kilomètres plus loin, elles sont rejointes par Anna Kiesenhofer. Dans la descente du col de Murs, le groupe compte sept minutes vingt-cinq d'avance. Dany Christmas est distancée. Après Blavac, Anna Plichta part seule et a une avance allant jusqu'à une minute trente au pied du mont Ventoux. Dans l'ascension Anna Kiesenhoffer la rejoint puis la distance. Elle gagne finalement l'étape avec presque quatre minutes d'avance sur Flávia Oliveira.
| \| Classement de l'étape \| Classement de l'étape \| Classement de l'étape \| Classement de l'étape \| Classement de l'étape \| \| Coureuse \| Coureuse \| Pays \| Équipe \| Temps \| \| --------------------- \| --------------------- \| --------------------- \| ------------------------------- \| --------------------- \| \| 1re \| Anna Kiesenhofer \| Autriche \| \| 3 h 40 min 58 s \| \| 2e \| Flávia Oliveira \| Brésil \| \| + 3 min 53 s \| \| 3e \| Edwige Pitel \| France \| SC Michela Fanini \| + 4 min 01 s \| \| 4e \| Kseniya Tuhai \| Biélorussie \| BePink \| + 4 min 01 s \| \| 5e \| Eri Yonamine \| Japon \| Poitou-Charentes.Futuroscope.86 \| + 4 min 05 s \| \| 6e \| Eider Merino \| Espagne \| Espagne \| + 4 min 05 s \| \| 7e \| Tetyana Riabchenko \| Ukraine \| Inpa-Bianchi \| + 4 min 20 s \| \| 8e \| Kathryn Donovan \| États-Unis \| Colavita-Bianchi \| + 5 min 30 s \| \| 9e \| Mavi García \| Espagne \| Espagne \| + 5 min 57 s \| \| 10e \| Asja Paladin \| Italie \| Top Girls Fassa Bortolo \| + 6 min 49 s \| |                    |             |                                 |                 |
| |                    |             |                                 |                 |
| |                    |             |                                 |                 |
| Classement de l'étape |                    |             |                                 |                 |
| Coureuse | Coureuse           | Pays        | Équipe                          | Temps           |
| 1re | Anna Kiesenhofer   | Autriche    |                                 | 3 h 40 min 58 s |
| 2e | Flávia Oliveira    | Brésil      |                                 | + 3 min 53 s    |
| 3e | Edwige Pitel       | France      | SC Michela Fanini               | + 4 min 01 s    |
| 4e | Kseniya Tuhai      | Biélorussie | BePink                          | + 4 min 01 s    |
| 5e | Eri Yonamine       | Japon       | Poitou-Charentes.Futuroscope.86 | + 4 min 05 s    |
| 6e | Eider Merino       | Espagne     | Espagne                         | + 4 min 05 s    |
| 7e | Tetyana Riabchenko | Ukraine     | Inpa-Bianchi                    | + 4 min 20 s    |
| 8e | Kathryn Donovan    | États-Unis  | Colavita-Bianchi                | + 5 min 30 s    |
| 9e | Mavi García        | Espagne     | Espagne                         | + 5 min 57 s    |
| 10e | Asja Paladin       | Italie      | Top Girls Fassa Bortolo         | + 6 min 49 s    |

| \| Classement général \| Classement général \| Classement général \| Classement général \| Classement général \| \| Coureuse \| Coureuse \| Pays \| Équipe \| Temps \| \| ------------------ \| ------------------ \| ------------------ \| ------------------------------- \| ------------------ \| \| 1re \| Anna Kiesenhofer \| Autriche \| \| 9 h 51 min 09 s \| \| 2e \| Flávia Oliveira \| Brésil \| \| + 3 min 53 s \| \| 3e \| Kseniya Tuhai \| Biélorussie \| BePink \| + 4 min 01 s \| \| 4e \| Edwige Pitel \| France \| SC Michela Fanini \| + 4 min 01 s \| \| 5e \| Eri Yonamine \| Japon \| Poitou-Charentes.Futuroscope.86 \| + 4 min 05 s \| \| 6e \| Eider Merino \| Espagne \| Espagne \| + 4 min 05 s \| \| 7e \| Tetyana Riabchenko \| Ukraine \| Inpa-Bianchi \| + 4 min 20 s \| \| 8e \| Kathryn Donovan \| États-Unis \| Colavita-Bianchi \| + 5 min 30 s \| \| 9e \| Mavi García \| Espagne \| Espagne \| + 5 min 57 s \| \| 10e \| Asja Paladin \| Italie \| Top Girls Fassa Bortolo \| + 6 min 49 s \| |                    |             |                                 |                 |
| |                    |             |                                 |                 |
| |                    |             |                                 |                 |
| Classement général |                    |             |                                 |                 |
| Coureuse | Coureuse           | Pays        | Équipe                          | Temps           |
| 1re | Anna Kiesenhofer   | Autriche    |                                 | 9 h 51 min 09 s |
| 2e | Flávia Oliveira    | Brésil      |                                 | + 3 min 53 s    |
| 3e | Kseniya Tuhai      | Biélorussie | BePink                          | + 4 min 01 s    |
| 4e | Edwige Pitel       | France      | SC Michela Fanini               | + 4 min 01 s    |
| 5e | Eri Yonamine       | Japon       | Poitou-Charentes.Futuroscope.86 | + 4 min 05 s    |
| 6e | Eider Merino       | Espagne     | Espagne                         | + 4 min 05 s    |
| 7e | Tetyana Riabchenko | Ukraine     | Inpa-Bianchi                    | + 4 min 20 s    |
| 8e | Kathryn Donovan    | États-Unis  | Colavita-Bianchi                | + 5 min 30 s    |
| 9e | Mavi García        | Espagne     | Espagne                         | + 5 min 57 s    |
| 10e | Asja Paladin       | Italie      | Top Girls Fassa Bortolo         | + 6 min 49 s    |

### 4eétape
Edwige Pitel, Margarita Victoria Garcia, Katarzyna Pawlowska et Flávia Oliveira s'isole partent d'entrée dans le col du Finiel. Le groupe passe au sommet avec trois minutes d'avance sur le peloton maillot rose. Celui-ci revient progressivement sur la tête, ce qui pousse Flávia Oliveira à partir seule. Elle s'impose finalement seule devant ses anciennes compagnonnes d'échappée. Elle s'empare de la tête du classement général.
| \| Classement de l'étape \| Classement de l'étape \| Classement de l'étape \| Classement de l'étape \| Classement de l'étape \| \| Coureuse \| Coureuse \| Pays \| Équipe \| Temps \| \| --------------------- \| --------------------- \| --------------------- \| ------------------------------- \| --------------------- \| \| 1re \| Flávia Oliveira \| Brésil \| \| 4 h 10 min 21 s \| \| 2e \| Edwige Pitel \| France \| SC Michela Fanini \| + 3 min 06 s \| \| 3e \| Mavi García \| Espagne \| Espagne \| + 4 min 22 s \| \| 4e \| Kseniya Tuhai \| Biélorussie \| BePink \| + 5 min 14 s \| \| 5e \| Hanna Nilsson \| Suède \| Lensworld-Zannata \| + 5 min 39 s \| \| 6e \| Anna Kiesenhofer \| Autriche \| \| + 5 min 42 s \| \| 7e \| Tetyana Riabchenko \| Ukraine \| Inpa-Bianchi \| + 5 min 42 s \| \| 8e \| Eri Yonamine \| Japon \| Poitou-Charentes.Futuroscope.86 \| + 5 min 42 s \| \| 9e \| Asja Paladin \| Italie \| Top Girls Fassa Bortolo \| + 5 min 42 s \| \| 10e \| Eider Merino \| Espagne \| Espagne \| + 5 min 48 s \| |                    |             |                                 |                 |
| |                    |             |                                 |                 |
| |                    |             |                                 |                 |
| Classement de l'étape |                    |             |                                 |                 |
| Coureuse | Coureuse           | Pays        | Équipe                          | Temps           |
| 1re | Flávia Oliveira    | Brésil      |                                 | 4 h 10 min 21 s |
| 2e | Edwige Pitel       | France      | SC Michela Fanini               | + 3 min 06 s    |
| 3e | Mavi García        | Espagne     | Espagne                         | + 4 min 22 s    |
| 4e | Kseniya Tuhai      | Biélorussie | BePink                          | + 5 min 14 s    |
| 5e | Hanna Nilsson      | Suède       | Lensworld-Zannata               | + 5 min 39 s    |
| 6e | Anna Kiesenhofer   | Autriche    |                                 | + 5 min 42 s    |
| 7e | Tetyana Riabchenko | Ukraine     | Inpa-Bianchi                    | + 5 min 42 s    |
| 8e | Eri Yonamine       | Japon       | Poitou-Charentes.Futuroscope.86 | + 5 min 42 s    |
| 9e | Asja Paladin       | Italie      | Top Girls Fassa Bortolo         | + 5 min 42 s    |
| 10e | Eider Merino       | Espagne     | Espagne                         | + 5 min 48 s    |

| \| Classement général \| Classement général \| Classement général \| Classement général \| Classement général \| \| Coureuse \| Coureuse \| Pays \| Équipe \| Temps \| \| ------------------ \| ------------------ \| ------------------ \| ------------------------------- \| ------------------ \| \| 1re \| Flávia Oliveira \| Brésil \| \| 14 h 05 min 23 s \| \| 2e \| Anna Kiesenhofer \| Autriche \| \| + 1 min 49 s \| \| 3e \| Edwige Pitel \| France \| SC Michela Fanini \| + 3 min 14 s \| \| 4e \| Kseniya Tuhai \| Biélorussie \| BePink \| + 5 min 22 s \| \| 5e \| Eri Yonamine \| Japon \| Poitou-Charentes.Futuroscope.86 \| + 5 min 54 s \| \| 6e \| Eider Merino \| Espagne \| Espagne \| + 6 min 00 s \| \| 7e \| Tetyana Riabchenko \| Ukraine \| Inpa-Bianchi \| + 6 min 09 s \| \| 8e \| Mavi García \| Espagne \| Espagne \| + 6 min 26 s \| \| 9e \| Kathryn Donovan \| États-Unis \| Colavita-Bianchi \| + 8 min 10 s \| \| 10e \| Asja Paladin \| Italie \| Top Girls Fassa Bortolo \| + 8 min 38 s \| |                    |             |                                 |                  |
| |                    |             |                                 |                  |
| |                    |             |                                 |                  |
| Classement général |                    |             |                                 |                  |
| Coureuse | Coureuse           | Pays        | Équipe                          | Temps            |
| 1re | Flávia Oliveira    | Brésil      |                                 | 14 h 05 min 23 s |
| 2e | Anna Kiesenhofer   | Autriche    |                                 | + 1 min 49 s     |
| 3e | Edwige Pitel       | France      | SC Michela Fanini               | + 3 min 14 s     |
| 4e | Kseniya Tuhai      | Biélorussie | BePink                          | + 5 min 22 s     |
| 5e | Eri Yonamine       | Japon       | Poitou-Charentes.Futuroscope.86 | + 5 min 54 s     |
| 6e | Eider Merino       | Espagne     | Espagne                         | + 6 min 00 s     |
| 7e | Tetyana Riabchenko | Ukraine     | Inpa-Bianchi                    | + 6 min 09 s     |
| 8e | Mavi García        | Espagne     | Espagne                         | + 6 min 26 s     |
| 9e | Kathryn Donovan    | États-Unis  | Colavita-Bianchi                | + 8 min 10 s     |
| 10e | Asja Paladin       | Italie      | Top Girls Fassa Bortolo         | + 8 min 38 s     |

### 5eétape
Sur ce contre-la-montre comprenant une côte, Edwige Pitel s'impose deux secondes devant Lara Vieceli et quinze devant la Norvégienne Katrine Aalerud.
| \| Classement de l'étape \| Classement de l'étape \| Classement de l'étape \| Classement de l'étape \| Classement de l'étape \| \| Coureuse \| Coureuse \| Pays \| Équipe \| Temps \| \| --------------------- \| --------------------- \| --------------------- \| ------------------------------- \| --------------------- \| \| 1re \| Edwige Pitel \| France \| SC Michela Fanini \| 12 min 43 s \| \| 2e \| Lara Vieceli \| Italie \| Inpa-Bianchi \| + 2 s \| \| 3e \| Katrine Aalerud \| Norvège \| Norvège \| + 15 s \| \| 4e \| Anna Plichta \| Pologne \| Pologne \| + 16 s \| \| 5e \| Marjolaine Bazin \| France \| France \| + 16 s \| \| 6e \| Séverine Eraud \| France \| Poitou-Charentes.Futuroscope.86 \| + 16 s \| \| 7e \| Alice Cobb \| Royaume-Uni \| \| + 21 s \| \| 8e \| Katarzyna Pawłowska \| Pologne \| Pologne \| + 25 s \| \| 9e \| Silvia Valsecchi \| Italie \| BePink \| + 26 s \| \| 10e \| Eri Yonamine \| Japon \| Poitou-Charentes.Futuroscope.86 \| + 27 s \| |                     |             |                                 |             |
| |                     |             |                                 |             |
| |                     |             |                                 |             |
| Classement de l'étape |                     |             |                                 |             |
| Coureuse | Coureuse            | Pays        | Équipe                          | Temps       |
| 1re | Edwige Pitel        | France      | SC Michela Fanini               | 12 min 43 s |
| 2e | Lara Vieceli        | Italie      | Inpa-Bianchi                    | + 2 s       |
| 3e | Katrine Aalerud     | Norvège     | Norvège                         | + 15 s      |
| 4e | Anna Plichta        | Pologne     | Pologne                         | + 16 s      |
| 5e | Marjolaine Bazin    | France      | France                          | + 16 s      |
| 6e | Séverine Eraud      | France      | Poitou-Charentes.Futuroscope.86 | + 16 s      |
| 7e | Alice Cobb          | Royaume-Uni |                                 | + 21 s      |
| 8e | Katarzyna Pawłowska | Pologne     | Pologne                         | + 25 s      |
| 9e | Silvia Valsecchi    | Italie      | BePink                          | + 26 s      |
| 10e | Eri Yonamine        | Japon       | Poitou-Charentes.Futuroscope.86 | + 27 s      |

| \| Classement général \| Classement général \| Classement général \| Classement général \| Classement général \| \| Coureuse \| Coureuse \| Pays \| Équipe \| Temps \| \| ------------------ \| ------------------ \| ------------------ \| ------------------------------- \| ------------------ \| \| 1re \| Flávia Oliveira \| Brésil \| \| 14 h 19 min 05 s \| \| 2e \| Anna Kiesenhofer \| Autriche \| \| + 1 min 20 s \| \| 3e \| Edwige Pitel \| France \| SC Michela Fanini \| + 2 min 15 s \| \| 4e \| Kseniya Tuhai \| Biélorussie \| BePink \| + 5 min 06 s \| \| 5e \| Eri Yonamine \| Japon \| Poitou-Charentes.Futuroscope.86 \| + 5 min 22 s \| \| 6e \| Eider Merino \| Espagne \| Espagne \| + 5 min 58 s \| \| 7e \| Mavi García \| Espagne \| Espagne \| + 6 min 01 s \| \| 8e \| Tetyana Riabchenko \| Ukraine \| Inpa-Bianchi \| + 6 min 34 s \| \| 9e \| Kathryn Donovan \| États-Unis \| Colavita-Bianchi \| + 9 min 20 s \| \| 10e \| Asja Paladin \| Italie \| Top Girls Fassa Bortolo \| + 9 min 37 s \| |                    |             |                                 |                  |
| |                    |             |                                 |                  |
| |                    |             |                                 |                  |
| Classement général |                    |             |                                 |                  |
| Coureuse | Coureuse           | Pays        | Équipe                          | Temps            |
| 1re | Flávia Oliveira    | Brésil      |                                 | 14 h 19 min 05 s |
| 2e | Anna Kiesenhofer   | Autriche    |                                 | + 1 min 20 s     |
| 3e | Edwige Pitel       | France      | SC Michela Fanini               | + 2 min 15 s     |
| 4e | Kseniya Tuhai      | Biélorussie | BePink                          | + 5 min 06 s     |
| 5e | Eri Yonamine       | Japon       | Poitou-Charentes.Futuroscope.86 | + 5 min 22 s     |
| 6e | Eider Merino       | Espagne     | Espagne                         | + 5 min 58 s     |
| 7e | Mavi García        | Espagne     | Espagne                         | + 6 min 01 s     |
| 8e | Tetyana Riabchenko | Ukraine     | Inpa-Bianchi                    | + 6 min 34 s     |
| 9e | Kathryn Donovan    | États-Unis  | Colavita-Bianchi                | + 9 min 20 s     |
| 10e | Asja Paladin       | Italie      | Top Girls Fassa Bortolo         | + 9 min 37 s     |

### 6eétape
Le peloton reste groupé en début d'étape. Peu après le village de Cléon-d'Andran, dans la descente, Alison Jackson part seule. Elle passe en tête au col de la Grande Limite avec une minute d'avance. Elle gagne finalement avec un peu plus d'une minute d'avance sur le peloton. Séverine Eraud est deuxième.
| \| Classement de l'étape \| Classement de l'étape \| Classement de l'étape \| Classement de l'étape \| Classement de l'étape \| \| Coureuse \| Coureuse \| Pays \| Équipe \| Temps \| \| --------------------- \| --------------------- \| --------------------- \| ------------------------------- \| --------------------- \| \| 1re \| Alison Jackson \| Canada \| Twenty16-Ridebiker \| 2 h 38 min 02 s \| \| 2e \| Séverine Eraud \| France \| Poitou-Charentes.Futuroscope.86 \| + 1 min 17 s \| \| 3e \| Soraya Paladin \| Italie \| Top Girls Fassa Bortolo \| + 1 min 19 s \| \| 4e \| Irene Bitto \| Italie \| Top Girls Fassa Bortolo \| + 1 min 19 s \| \| 5e \| Melinda Mccutcheon \| États-Unis \| Visit Dallas DNA \| + 1 min 19 s \| \| 6e \| Nikol Płosaj \| Pologne \| Pologne \| + 1 min 19 s \| \| 7e \| Hanna Nilsson \| Suède \| Lensworld-Zannata \| + 1 min 19 s \| \| 8e \| Małgorzata Jasińska \| Pologne \| Pologne \| + 1 min 19 s \| \| 9e \| Lara Vieceli \| Italie \| Inpa-Bianchi \| + 1 min 19 s \| \| 10e \| Charlotte Bravard \| France \| Poitou-Charentes.Futuroscope.86 \| + 1 min 19 s \| |                     |            |                                 |                 |
| |                     |            |                                 |                 |
| |                     |            |                                 |                 |
| Classement de l'étape |                     |            |                                 |                 |
| Coureuse | Coureuse            | Pays       | Équipe                          | Temps           |
| 1re | Alison Jackson      | Canada     | Twenty16-Ridebiker              | 2 h 38 min 02 s |
| 2e | Séverine Eraud      | France     | Poitou-Charentes.Futuroscope.86 | + 1 min 17 s    |
| 3e | Soraya Paladin      | Italie     | Top Girls Fassa Bortolo         | + 1 min 19 s    |
| 4e | Irene Bitto         | Italie     | Top Girls Fassa Bortolo         | + 1 min 19 s    |
| 5e | Melinda Mccutcheon  | États-Unis | Visit Dallas DNA                | + 1 min 19 s    |
| 6e | Nikol Płosaj        | Pologne    | Pologne                         | + 1 min 19 s    |
| 7e | Hanna Nilsson       | Suède      | Lensworld-Zannata               | + 1 min 19 s    |
| 8e | Małgorzata Jasińska | Pologne    | Pologne                         | + 1 min 19 s    |
| 9e | Lara Vieceli        | Italie     | Inpa-Bianchi                    | + 1 min 19 s    |
| 10e | Charlotte Bravard   | France     | Poitou-Charentes.Futuroscope.86 | + 1 min 19 s    |

| \| Classement général \| Classement général \| Classement général \| Classement général \| Classement général \| \| Coureuse \| Coureuse \| Pays \| Équipe \| Temps \| \| ------------------ \| ------------------ \| ------------------ \| ------------------------------- \| ------------------ \| \| 1re \| Flávia Oliveira \| Brésil \| \| 16 h 58 min 26 s \| \| 2e \| Anna Kiesenhofer \| Autriche \| \| + 2 min 12 s \| \| 3e \| Edwige Pitel \| France \| SC Michela Fanini \| + 2 min 15 s \| \| 4e \| Kseniya Tuhai \| Biélorussie \| BePink \| + 5 min 10 s \| \| 5e \| Eri Yonamine \| Japon \| Poitou-Charentes.Futuroscope.86 \| + 5 min 26 s \| \| 6e \| Eider Merino \| Espagne \| Espagne \| + 6 min 02 s \| \| 7e \| Mavi García \| Espagne \| Espagne \| + 6 min 05 s \| \| 8e \| Tetyana Riabchenko \| Ukraine \| Inpa-Bianchi \| + 6 min 38 s \| \| 9e \| Kathryn Donovan \| États-Unis \| Colavita-Bianchi \| + 9 min 24 s \| \| 10e \| Asja Paladin \| Italie \| Top Girls Fassa Bortolo \| + 9 min 41 s \| |                    |             |                                 |                  |
| |                    |             |                                 |                  |
| |                    |             |                                 |                  |
| Classement général |                    |             |                                 |                  |
| Coureuse | Coureuse           | Pays        | Équipe                          | Temps            |
| 1re | Flávia Oliveira    | Brésil      |                                 | 16 h 58 min 26 s |
| 2e | Anna Kiesenhofer   | Autriche    |                                 | + 2 min 12 s     |
| 3e | Edwige Pitel       | France      | SC Michela Fanini               | + 2 min 15 s     |
| 4e | Kseniya Tuhai      | Biélorussie | BePink                          | + 5 min 10 s     |
| 5e | Eri Yonamine       | Japon       | Poitou-Charentes.Futuroscope.86 | + 5 min 26 s     |
| 6e | Eider Merino       | Espagne     | Espagne                         | + 6 min 02 s     |
| 7e | Mavi García        | Espagne     | Espagne                         | + 6 min 05 s     |
| 8e | Tetyana Riabchenko | Ukraine     | Inpa-Bianchi                    | + 6 min 38 s     |
| 9e | Kathryn Donovan    | États-Unis  | Colavita-Bianchi                | + 9 min 24 s     |
| 10e | Asja Paladin       | Italie      | Top Girls Fassa Bortolo         | + 9 min 41 s     |

### 7eétape
Dès le départ, onze coureuses s'échappent. Le peloton mené par l'équipe de Norvège réagit immédiatement et reprend le groupe. Au douzième kilomètre, Jessenia Meneses part seule, mais est rapidement reprise. Après Privas, Kathryn Donovan s'échappe. Son avance culmine à quarante secondes. Elle est finalement revue par le peloton. Doris Schweizer contre alors. Elle a cinquante secondes d'écart à vingt kilomètres de l'arrivée. Elle s'impose seule, Alison Jackson remporte le sprint du peloton.
| \| Classement de l'étape \| Classement de l'étape \| Classement de l'étape \| Classement de l'étape \| Classement de l'étape \| \| Coureuse \| Coureuse \| Pays \| Équipe \| Temps \| \| --------------------- \| --------------------- \| --------------------- \| ------------------------------- \| --------------------- \| \| 1re \| Doris Schweizer \| Suisse \| Cylance \| 2 h 50 min 57 s \| \| 2e \| Alison Jackson \| Canada \| Twenty16-Ridebiker \| + 2 min 01 s \| \| 3e \| Séverine Eraud \| France \| Poitou-Charentes.Futuroscope.86 \| + 2 min 01 s \| \| 4e \| Nikol Płosaj \| Pologne \| Pologne \| + 2 min 01 s \| \| 5e \| Flávia Oliveira \| Brésil \| \| + 2 min 01 s \| \| 6e \| Vita Heine \| Norvège \| Norvège \| + 2 min 01 s \| \| 7e \| Ewelina Szybiak \| Pologne \| LKS Atom Boxmet Dzierżoniów \| + 2 min 01 s \| \| 8e \| Kseniya Tuhai \| Biélorussie \| BePink \| + 2 min 01 s \| \| 9e \| Hanna Nilsson \| Suède \| Lensworld-Zannata \| + 2 min 01 s \| \| 10e \| Charlotte Bravard \| France \| Poitou-Charentes.Futuroscope.86 \| + 2 min 01 s \| |                   |             |                                 |                 |
| |                   |             |                                 |                 |
| |                   |             |                                 |                 |
| Classement de l'étape |                   |             |                                 |                 |
| Coureuse | Coureuse          | Pays        | Équipe                          | Temps           |
| 1re | Doris Schweizer   | Suisse      | Cylance                         | 2 h 50 min 57 s |
| 2e | Alison Jackson    | Canada      | Twenty16-Ridebiker              | + 2 min 01 s    |
| 3e | Séverine Eraud    | France      | Poitou-Charentes.Futuroscope.86 | + 2 min 01 s    |
| 4e | Nikol Płosaj      | Pologne     | Pologne                         | + 2 min 01 s    |
| 5e | Flávia Oliveira   | Brésil      |                                 | + 2 min 01 s    |
| 6e | Vita Heine        | Norvège     | Norvège                         | + 2 min 01 s    |
| 7e | Ewelina Szybiak   | Pologne     | LKS Atom Boxmet Dzierżoniów     | + 2 min 01 s    |
| 8e | Kseniya Tuhai     | Biélorussie | BePink                          | + 2 min 01 s    |
| 9e | Hanna Nilsson     | Suède       | Lensworld-Zannata               | + 2 min 01 s    |
| 10e | Charlotte Bravard | France      | Poitou-Charentes.Futuroscope.86 | + 2 min 01 s    |

## Classements finals

### Classement général final
| \| Classement général \| Classement général \| Classement général \| Classement général \| Classement général \| \| Coureuse \| Coureuse \| Pays \| Équipe \| Temps \| \| ------------------ \| ------------------ \| ------------------ \| ------------------------------- \| ------------------ \| \| 1re \| Flávia Oliveira \| Brésil \| \| 19 h 51 min 24 s \| \| 2e \| Anna Kiesenhofer \| Autriche \| \| + 2 min 12 s \| \| 3e \| Edwige Pitel \| France \| SC Michela Fanini \| + 2 min 15 s \| \| 4e \| Kseniya Tuhai \| Biélorussie \| BePink \| + 5 min 10 s \| \| 5e \| Eri Yonamine \| Japon \| Poitou-Charentes.Futuroscope.86 \| + 5 min 26 s \| \| 6e \| Mavi García \| Espagne \| Espagne \| + 6 min 05 s \| \| 7e \| Tetyana Riabchenko \| Ukraine \| Inpa-Bianchi \| + 6 min 38 s \| \| 8e \| Eider Merino \| Espagne \| Espagne \| + 8 min 19 s \| \| 9e \| Kathryn Donovan \| États-Unis \| Colavita-Bianchi \| + 9 min 31 s \| \| 10e \| Asja Paladin \| Italie \| Top Girls Fassa Bortolo \| + 9 min 41 s \| |                    |             |                                 |                  |
| |                    |             |                                 |                  |
| Source : ProCyclingStats |                    |             |                                 |                  |
| Classement général |                    |             |                                 |                  |
| Coureuse | Coureuse           | Pays        | Équipe                          | Temps            |
| 1re | Flávia Oliveira    | Brésil      |                                 | 19 h 51 min 24 s |
| 2e | Anna Kiesenhofer   | Autriche    |                                 | + 2 min 12 s     |
| 3e | Edwige Pitel       | France      | SC Michela Fanini               | + 2 min 15 s     |
| 4e | Kseniya Tuhai      | Biélorussie | BePink                          | + 5 min 10 s     |
| 5e | Eri Yonamine       | Japon       | Poitou-Charentes.Futuroscope.86 | + 5 min 26 s     |
| 6e | Mavi García        | Espagne     | Espagne                         | + 6 min 05 s     |
| 7e | Tetyana Riabchenko | Ukraine     | Inpa-Bianchi                    | + 6 min 38 s     |
| 8e | Eider Merino       | Espagne     | Espagne                         | + 8 min 19 s     |
| 9e | Kathryn Donovan    | États-Unis  | Colavita-Bianchi                | + 9 min 31 s     |
| 10e | Asja Paladin       | Italie      | Top Girls Fassa Bortolo         | + 9 min 41 s     |

### Points UCI
| Position           | 1er | 2e | 3e | 4e | 5e | 6e | 7e | 8e | 9e | 10e |
| Classement général | 40  | 30 | 16 | 12 | 10 | 8  | 6  | 3  | 2  | 1   |
| Par étape          | 8   | 5  | 3  | 1  |    |    |    |    |    |     |
| Leader, par étape  | 2   |    |    |    |    |    |    |    |    |     |

### Classements annexes

#### Classement par points
| Classement par points | Classement par points | Classement par points | Classement par points    | Classement par points |
| --------------------- | --------------------- | --------------------- | ------------------------ | --------------------- |
|                       | Coureur               | Pays                  | Équipe                   | Point(s)              |
| 1er                   | Edwige Pitel          | France                | DN 17 Poitou Charentes   | 38 points             |
| 2e                    | Alison Jackson        | Canada                | Sélection internationale | 36 pts                |
| 3e                    | Flávia Oliveira       | Brésil                | Lares-Waowdeals Women    | 34 pts                |
| modifier              |                       |                       |                          |                       |

#### Classement de la meilleure grimpeuse
| Classement de la meilleure grimpeuse | Classement de la meilleure grimpeuse | Classement de la meilleure grimpeuse | Classement de la meilleure grimpeuse | Classement de la meilleure grimpeuse |
| ------------------------------------ | ------------------------------------ | ------------------------------------ | ------------------------------------ | ------------------------------------ |
|                                      | Coureur                              | Pays                                 | Équipe                               | Point(s)                             |
| 1er                                  | Flávia Oliveira                      | Brésil                               | Lares-Waowdeals Women                | 89 points                            |
| 2e                                   | Edwige Pitel                         | France                               | DN 17 Poitou Charentes               | 49 pts                               |
| 3e                                   | Anna Plichta                         | Pologne                              | Pologne                              | 39 pts                               |
| modifier                             |                                      |                                      |                                      |                                      |

#### Classement de la meilleure jeune
| Classement de la meilleure jeune | Classement de la meilleure jeune | Classement de la meilleure jeune | Classement de la meilleure jeune | Classement de la meilleure jeune |
|                                  | Coureur                          | Pays                             | Équipe                           | Temps                            |
| -------------------------------- | -------------------------------- | -------------------------------- | -------------------------------- | -------------------------------- |
| 1er                              | Kseniya Tuhai                    | Biélorussie                      | Bepink                           | en 19 h 56 min 34 s              |
| 2e                               | Eider Merino                     | Espagne                          | Espagne                          | +3 min 9 s                       |
| 3e                               | Asja Paladin                     | Italie                           | Top Girls Fassa Bortolo          | +4 min 31 s                      |
| modifier                         |                                  |                                  |                                  |                                  |

#### Classement des sprints
| Classement des sprints | Classement des sprints | Classement des sprints | Classement des sprints   | Classement des sprints |
| ---------------------- | ---------------------- | ---------------------- | ------------------------ | ---------------------- |
|                        | Coureur                | Pays                   | Équipe                   | Point(s)               |
| 1er                    | Alison Jackson         | Canada                 | Sélection internationale | 50 points              |
| 2e                     | Lara Vieceli           | Italie                 | Inpa Bianchi             | 31 pts                 |
| 3e                     | Silvia Valsecchi       | Italie                 | Bepink                   | 16 pts                 |
| modifier               |                        |                        |                          |                        |

#### Classement du combiné
| Classement par points | Classement par points     | Classement par points | Classement par points  | Classement par points |
| --------------------- | ------------------------- | --------------------- | ---------------------- | --------------------- |
|                       | Coureur                   | Pays                  | Équipe                 | Point(s)              |
| 1er                   | Edwige Pitel              | France                | DN 17 Poitou Charentes | 10 points             |
| 2e                    | Flávia Oliveira           | Brésil                | Lares-Waowdeals Women  | 11 pts                |
| 3e                    | Margarita Victoria Garcia | Espagne               | Espagne                | 22 pts                |
| modifier              |                           |                       |                        |                       |

#### Classement de la meilleure équipe
| Classement de la meilleure équipe | Classement de la meilleure équipe | Classement de la meilleure équipe | Classement de la meilleure équipe | Classement de la meilleure équipe |
|                                   | Coureur                           | Pays                              | Équipe                            | Temps                             |
| --------------------------------- | --------------------------------- | --------------------------------- | --------------------------------- | --------------------------------- |
| 1er                               | Sélection internationale          | '                                 | '                                 | en 59 h 58 min 39 s               |
| 2e                                | Pologne                           | Pologne                           |                                   | +13 min 29 s                      |
| 3e                                | Poitou Charentes Futuroscope 86   | France                            |                                   | +21 min 41 s                      |
| modifier                          |                                   |                                   |                                   |                                   |

## Liste des participantes

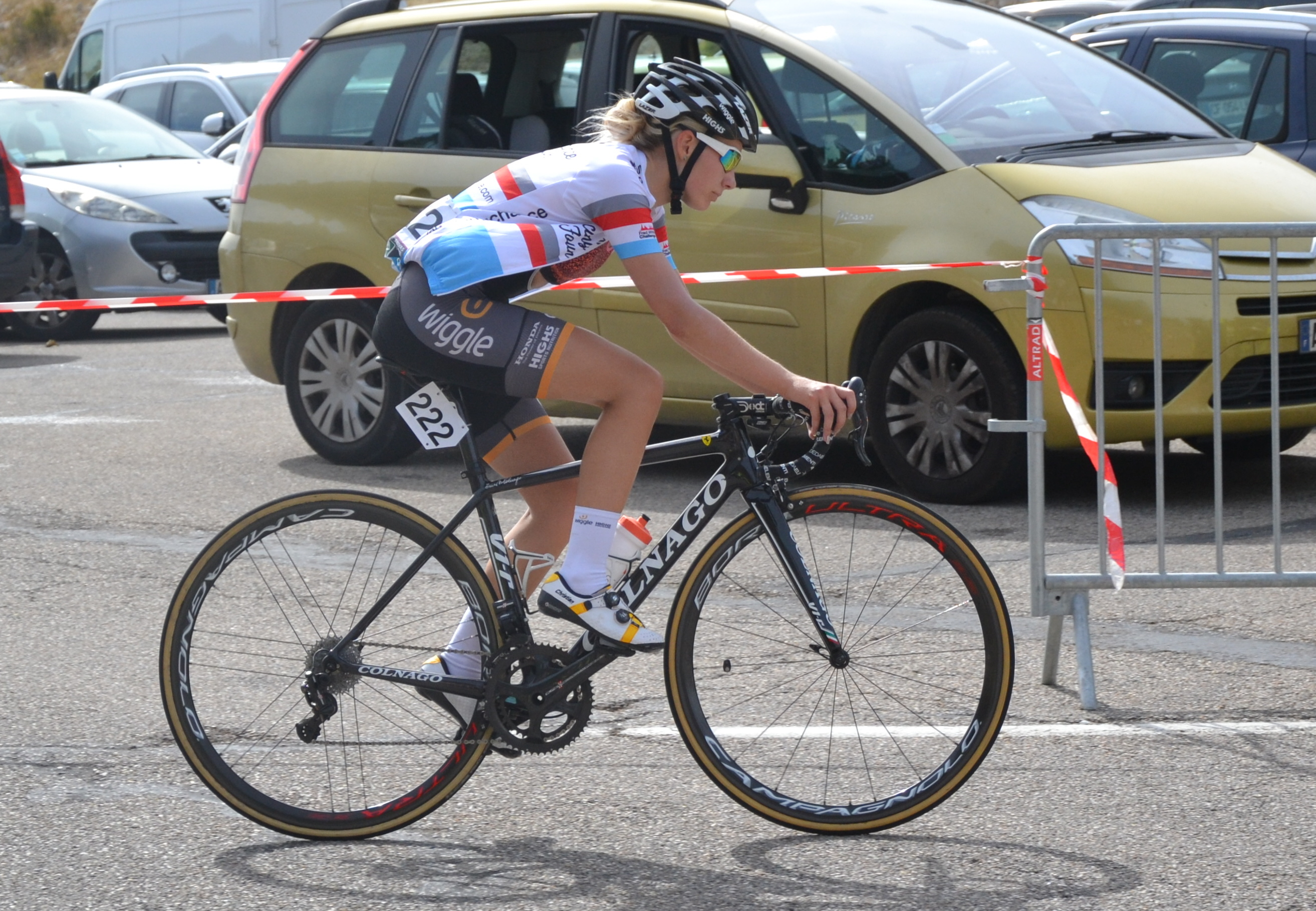
Anna Christian : cycliste de l'Illa de Manx

| Légende                                | Légende                                                                                              | Légende                          | Légende |
| -------------------------------------- | --- | -------------------------------- | --- |
| Num                                    | Dossard de départ porté par la coureuse sur ce Tour cycliste féminin international de l'Ardèche      | Pos                              | Position finale au classement général                                                                           |
| Leader du classement général           | Indique la vainqueur du classement général                                                           | Leader du classement par points  | Indique la vainqueur du classement par points                                                                   |
| Leader du classement de la montagne    | Indique la vainqueur du classement de la montagne                                                    | Leader du classement des sprints | Indique la vainqueur du classement des sprints                                                                  |
| Leader du classement du meilleur jeune | Indique la vainqueur du classement de la meilleure jeune                                             |                                  | Indique un maillot de champion national ou mondial, suivi de sa spécialité                                      |
| #                                      | Indique la meilleure équipe                                                                          | NP                               | Indique une coureuse qui n'a pas pris le départ d'une étape, suivi du numéro de l'étape où elle s'est retirée   |
| AB                                     | Indique une coureuse qui n'a pas terminé une étape, suivi du numéro de l'étape où elle s'est retirée | HD                               | Indique un coureuse qui a terminé une étape hors des délais, suivi du numéro de l'étape                         |
| DSQ                                    | Indique un coureur qui a été disqualifié de la course, suivi du numéro de l'étape                    | *                                | Indique un coureuse en lice pour le classement de la meilleure jeune (coureuses nées après le 1er janvier 1994) |

| Sélection nationale norvégienne        | Sélection nationale norvégienne | Sélection nationale norvégienne |
| -------------------------------------- | ------------------------------- | ------------------------------- |
| Num                                    | Coureur                         | Pos                             |
| 11                                     | Ingvild Gåskjenn (NOR)          | NP-5                            |
| 12                                     | Ingrid Lorvik (NOR)             | 34e                             |
| 13                                     | Miriam Bjornsrud (NOR)          | 31e                             |
| 14                                     | Cecilie Gotaas Johnsen ( NOR)   | 41e                             |
| 15                                     | Vita Heine (NOR) (route)        | 22e                             |
| 16                                     | Katrine Aalerud (NOR)           | 19e                             |
| Directeur sportif : Pedersen Carl Erik |                                 |                                 |

| Sélection nationale ukrainienne     | Sélection nationale ukrainienne | Sélection nationale ukrainienne |
| ----------------------------------- | ------------------------------- | ------------------------------- |
| Num                                 | Coureur                         | Pos                             |
| 21                                  | Valeriya Kononenko (UKR)        | 68e                             |
| 22                                  | Maryna Ivaniuk (UKR)            | 69e                             |
| 23                                  | Viktoria Alekseeva (UKR)        | 62e                             |
| 24                                  | Anna Nahirna (UKR)              | 45e                             |
| 25                                  | Hristina Radionova (UKR)        | 71e                             |
| Directeur sportif : Sergii Matveiev |                                 |                                 |

| Sélection nationale polonaise | Sélection nationale polonaise | Sélection nationale polonaise |
| ----------------------------- | ----------------------------- | ----------------------------- |
| Num                           | Coureur                       | Pos                           |
| 31                            | Małgorzata Jasińska (POL)     | NP-7                          |
| 32                            | Katarzyna Pawłowska (POL)     | AB-7                          |
| 33                            | Anna Plichta (POL)            | 15e                           |
| 34                            | Ewelina Szybiak (POL)         | 21e                           |
| 35                            | Alicia Ratajczak (POL)        | NP-5                          |
| 36                            | Nico Plosaj (POL)             | 16e                           |

| Sélection nationale espagnole      | Sélection nationale espagnole           | Sélection nationale espagnole |
| ---------------------------------- | --------------------------------------- | ----------------------------- |
| Num                                | Coureur                                 | Pos                           |
| 41                                 | Ane Santesteban Gonzalez (ESP)          | AB-4                          |
| 42                                 | Margarita Victoria Garcia (ESP) (route) |                               |
| 43                                 | Lorena Llamas (ESP)                     |                               |
| 44                                 | Eider Merino (ESP)                      | 8e                            |
| 45                                 | Cristina Martínez (ESP)                 | 61e                           |
| 46                                 | Lierni Lecuona (ESP)                    |                               |
| Directeur sportif : Ramón González |                                         |                               |

| Bepink BPK                      | Bepink BPK              | Bepink BPK |
| ------------------------------- | ----------------------- | ---------- |
| Num                             | Coureur                 | Pos        |
| 51                              | Simona Bortolotti (ITA) | 58e        |
| 52                              | Kseniya Tuhai* (BLR)    | 4e         |
| 53                              | Silvia Valsecchi (ITA)  | 44e        |
| 54                              | Francesca Pattaro (ITA) | 73e        |
| 55                              | Lex Albrecht (CAN)      | 23e        |
| 56                              | Tatiana Shamanova (RUS) | 17e        |
| Directeur sportif : Walter Zini |                         |            |

| Inpa Bianchi ISG                     | Inpa Bianchi ISG         | Inpa Bianchi ISG |
| ------------------------------------ | ------------------------ | ---------------- |
| Num                                  | Coureur                  | Pos              |
| 61                                   | Tetiana Riabchenko (UKR) | 7e               |
| 62                                   | Ann Bethany Allen (USA)  | AB-7             |
| 63                                   | Lara Vieceli (ITA)       | 36e              |
| 64                                   | Sara Olsson (SWE)        | AB-4             |
| 65                                   | Ana Maria Covrig* (ROM)  | 50e              |
| 66                                   | Daiva Tušlaitė (LTU)     | AB-3             |
| Directeur sportif : Giuseppe Lanzoni |                          |                  |

| DN 17 Poitou Charentes                       | DN 17 Poitou Charentes     | DN 17 Poitou Charentes |
| -------------------------------------------- | -------------------------- | ---------------------- |
| Num                                          | Coureur                    | Pos                    |
| 71                                           | Daniela Reis (POR)         | 43e                    |
| 72                                           | Astrid Chazal (FRA)        | NP-4                   |
| 73                                           | Marjolaine Bazin (FRA)     | AB-6                   |
| 74                                           | Mélodie Lesueur (FRA)      | AB-3                   |
| 75                                           | Iris Sachet (FRA)          | AB-2                   |
| 76                                           | Edwige Pitel (FRA) (route) | 3e                     |
| Directeur sportif : Jean-Christophe Barbotin |                            |                        |

| Astana Women's ASA               | Astana Women's ASA           | Astana Women's ASA |
| -------------------------------- | ---------------------------- | ------------------ |
| Num                              | Coureur                      | Pos                |
| 81                               | Sofia Beggin* (ITA)          | AB-3               |
| 82                               | Sofia Bertizzolo* (ITA)      | AB-4               |
| 83                               | Kseniia Dobrynina* (RUS)     | 37e                |
| 84                               | Sara Pillon* (ITA)           | 76e                |
| 85                               | Natalya Sokovnina (KAZ)      | 52e                |
| 86                               | Makhabbat Umutzhanova* (KAZ) | 55e                |
| Directeur sportif : Also Piccolo |                              |                    |

| Visit Dallas DNA DNA             | Visit Dallas DNA DNA     | Visit Dallas DNA DNA |
| -------------------------------- | ------------------------ | -------------------- |
| Num                              | Coureur                  | Pos                  |
| 91                               | Melinda Mccutcheon (USA) |                      |
| 92                               | Breanne Nalder (USA)     | 47e                  |
| 93                               | Anna Sanders (USA)       | 32e                  |
| 94                               | Mandy Heintz (USA)       |                      |
| 95                               | Jennifer Luebke (USA)    | 33e                  |
| 96                               | Kathryn Donovan (USA)    | 9e                   |
| Directeur sportif : Scott Warren |                          |                      |

| Poitou Charentes Futuroscope 86 FUT | Poitou Charentes Futuroscope 86 FUT | Poitou Charentes Futuroscope 86 FUT |
| ----------------------------------- | ----------------------------------- | ----------------------------------- |
| Num                                 | Coureur                             | Pos                                 |
| 101                                 | Amélie Rivat (FRA)                  | NP-4                                |
| 102                                 | Eri Yonamine (JPN) (route)          | 5e                                  |
| 103                                 | Annabelle Dreville* (FRA)           | 20e                                 |
| 104                                 | Séverine Eraud* (FRA)               | 26e                                 |
| 105                                 | Charlotte Bravard (FRA)             | 18e                                 |
| 106                                 | Greta Richioud* (FRA)               | 29e                                 |
| Directeur sportif : Nicolas Marche  |                                     |                                     |

| Servetto Footon SEF               | Servetto Footon SEF       | Servetto Footon SEF |
| --------------------------------- | ------------------------- | ------------------- |
| Num                               | Coureur                   | Pos                 |
| 111                               | Anna Potokina (RUS)       | 28e                 |
| 112                               | Ana Paula Polegatch (BRA) | 59e                 |
| 113                               | Madison Campbell (NZL)    | 70e                 |
| 115                               | Alice Gasparini* (ITA)    | 53e                 |
| 116                               | Anna Ceoloni* (ITA)       | 49e                 |
| Directeur sportif : Dario Rossino |                           |                     |

| Top Girls Fassa Bortolo TOG      | Top Girls Fassa Bortolo TOG | Top Girls Fassa Bortolo TOG |
| -------------------------------- | --------------------------- | --------------------------- |
| Num                              | Coureur                     | Pos                         |
| 131                              | Irene Bitto (ITA)           | AB-7                        |
| 132                              | Nicole Dal Santo* (ITA)     | 57e                         |
| 133                              | Sara Mariotto* (ITA)        | AB-4                        |
| 134                              | Asja Paladin* (ITA)         | 10e                         |
| 135                              | Soraya Paladin (ITA)        | 39e                         |
| 136                              | Nadia Quagliotto (ITA)      | NP-6                        |
| Directeur sportif : Lucio Rigato |                             |                             |

| Team Crédit Mutuel                 | Team Crédit Mutuel   | Team Crédit Mutuel |
| ---------------------------------- | -------------------- | ------------------ |
| Num                                | Coureur              | Pos                |
| 141                                | Fanny Leleu (FRA)    | NP-4               |
| 142                                | Marion Sicot (FRA)   | 25e                |
| 143                                | Tatiana Blin (FRA)   | AB-7               |
| 144                                | Élodie Dusart (FRA)  | AB-4               |
| 145                                | Irina Ossola (FRA)   | 65e                |
| 146                                | Kathrin Hammes (GER) | NP-1               |
| Directeur sportif : Mickaël Leveau |                      |                    |

| Conade Visit Mexico                 | Conade Visit Mexico          | Conade Visit Mexico |
| ----------------------------------- | ---------------------------- | ------------------- |
| Num                                 | Coureur                      | Pos                 |
| 151                                 | Erika Varela* (MEX)          | AB-2                |
| 152                                 | Marcela Prieto (MEX)         | 38e                 |
| 153                                 | Veronica Leal (MEX)          | 40e                 |
| 154                                 | Antonieta Gaxiola* (MEX)     | 74e                 |
| 155                                 | Ana Hernandez (MEX)          | AB-3                |
| 156                                 | Ariadna Gutiérrez (en) (MEX) | 67e                 |
| Directeur sportif : Siddharta Camil |                              |                     |

| Drops DRP                      | Drops DRP               | Drops DRP |
| ------------------------------ | ----------------------- | --------- |
| Num                            | Coureur                 | Pos       |
| 161                            | Laura Massey (GBR)      | NP-5      |
| 162                            | Hannah Payton (GBR)     | NP-5      |
| 163                            | Annie Simpson (GBR)     | NP-5      |
| 164                            | Abigail van Twisk (GBR) | NP-5      |
| 165                            | Eleanor Dickinson (GBR) | DSQ-4     |
| 166                            | Rebecca Womersley (GBR) | NP-5      |
| Directeur sportif : Bob Varney |                         |           |

| Weber Shimano SLP | Weber Shimano SLP                | Weber Shimano SLP |
| ----------------- | -------------------------------- | ----------------- |
| Num               | Coureur                          | Pos               |
| 171               | Rocio Parrado Guarnizo (COL)     | NP-6              |
| 172               | Jessenia Meneses* (COL)          | 27e               |
| 173               | Caterin Elisabeth Previley (ARG) | 66e               |
| 174               | Maria Fadiga (ARG)               | 51e               |
| 175               | Aranza Villalon* (CHI)           | 75e               |

| Lares-Waowdeals Women LWW       | Lares-Waowdeals Women LWW | Lares-Waowdeals Women LWW |
| ------------------------------- | ------------------------- | ------------------------- |
| Num                             | Coureur                   | Pos                       |
| 191                             | Carlee Taylor (AUS)       | NP-6                      |
| 192                             | Flávia Oliveira (BRA)     | 1re                       |
| 193                             | Sarah Inghelbrecht (BEL)  | 46e                       |
| 194                             | Lotte van Hoek (NED)      | AB-6                      |
| 195                             | Sarah Rijkes (AUT)        | 56e                       |
| 196                             | Dany Christmas (GBR)      | NP-5                      |
| Directeur sportif : Marc Bracke |                           |                           |

| Sélection internationale#      | Sélection internationale# | Sélection internationale# |
| ------------------------------ | ------------------------- | ------------------------- |
| Num                            | Coureur                   | Pos                       |
| 201                            | Alice Cobb (GBR)          | 12e                       |
| 202                            | Alison Jackson (CAN)      | 14e                       |
| 203                            | Anna Kiesenhofer (AUT)    | 2e                        |
| 204                            | Gabriella Shaw (GBR)      | AB-3                      |
| 205                            | Jennifer Tetrick (USA)    | 63e                       |
| 206                            | Paz Bash (ISR)            | 42e                       |
| Directeur sportif : Rene Groot |                           |                           |

| Jos Feron Lady Force JFE             | Jos Feron Lady Force JFE     | Jos Feron Lady Force JFE |
| ------------------------------------ | ---------------------------- | ------------------------ |
| Num                                  | Coureur                      | Pos                      |
| 211                                  | Senna Feron (NED)            | 54e                      |
| 212                                  | Lindy van Anrooj (NED)       | AB-2                     |
| 213                                  | Rotem Gafinovitz (ISR)       | 30e                      |
| 214                                  | Caroline Thorvik Olson (NOR) | 72e                      |
| 215                                  | Nancy van der Burg (NED)     | 35e                      |
| 216                                  | Hanna Nilsson (SWE)          | 11e                      |
| Directeur sportif : H.E.M. Sijnesael |                              |                          |

| Racing Chance Foundation         | Racing Chance Foundation      | Racing Chance Foundation |
| -------------------------------- | ----------------------------- | ------------------------ |
| Num                              | Coureur                       | Pos                      |
| 221                              | Doris Schweizer (SUI) (route) | 13e                      |
| 222                              | Anna Christian (GBR)          | AB-6                     |
| 223                              | Julie Erskine (GBR)           | AB-4                     |
| 224                              | Amy Gornall (GBR)             | AB-4                     |
| 225                              | Bethany Heyward (GBR)         |                          |
| 226                              | Elizabeth Holden* (GBR)       | AB-6                     |
| Directeur sportif : Alan Gornall |                               |                          |

Source.

## Présentation

### Comité d'organisation
Le Vélo Club Vallée du Rhône Ardéchoise organise la course. Le directeur de l'organisation est Alain Coureon et son adjoint est René Avogadro.

### Règlement de la course

#### Délais
Lors d'une course cycliste, les coureurs sont tenus d'arriver dans un laps de temps imparti à la suite du premier pour pouvoir être classés. Les délais prévus sont de 40 % pour la première étape, 60 % pour les sixième et septième étapes, 70 % pour la deuxième étape, 90 % pour la quatrième étape, 100 % pour la troisième étape et 120 % pour la cinquième étape.

#### Classements et bonifications
Le classement général individuel au temps est calculé par le cumul des temps enregistrés dans chacune des étapes parcourues. Le coureur qui est premier de ce classement est porteur du maillot rose. En cas d'égalité au temps, les centièmes de secondes des contre-la-montres sont comptabilisés. Ensuite, la somme des places obtenues sur chaque étape départage les concurrentes.

##### Classement par points
Le maillot vert, récompense le classement par points. Celui-ci se calcule selon le classement lors des arrivées d'étape.
Lors d'une arrivée d'étape, les dix première se voient accorder des points selon le décompte suivant : 15, 10, 8, 7, 6, 5, 4, 3, 2 et 1 point. En cas d'égalité, les coureurs sont prioritairement départagés par le nombre de victoires d'étapes. Si l'égalité persiste, le nombre de victoires à des sprints intermédiaires puis éventuellement la place obtenue au classement général entrent en compte. Pour être classé, un coureur doit avoir terminé la course dans les délais.

##### Classement de la meilleure grimpeuse
Le classement de la meilleure grimpeuse, ou classement des monts, est un classement spécifique basé sur les arrivées au sommet des ascensions répertoriées dans l'ensemble de la course. Elles sont classés en cinq catégories. Les ascensions de hors catégorie rapportent respectivement 15, 12, 10, 7, 5, 3, 2 et 1 points aux huit premières. Pour les ascensions de première catégorie, le barème est 10, 7, 5, 3, 2 et 1 points pour les six premières. Pour les ascensions de deuxième catégorie, le barème est 6, 4, 3, 2 et 1 points pour les cinq premières. Pour les ascensions de troisième catégorie, le barème est 3, 2 et 1 points pour les trois premières. Enfin les ascensions de quatrième catégorie rapporte un point à la première. Le premier du classement des monts est détenteur du maillot à pois. En cas d'égalité, les coureurs sont prioritairement départagés par le nombre de premières places aux sommets des ascension hors catégorie, puis première catégorie, puis de deuxième catégorie, etc. Si l'égalité persiste, le critère suivant est la place obtenue au classement général. Pour être classé, une coureuse doit avoir terminé la course dans les délais.

##### Classement des rushs
Le maillot rouge, récompense le classement des rushs. Celui-ci se calcule selon le classement lors de sprints intermédiaires. Les quatre premières coureurs des sprints intermédiaires reçoivent respectivement 5, 3, 2 et un point. En cas d'égalité, celle ayant le plus de première place s'impose. En case nouvelle égalité, le classement général départage les concurrentes.

##### Classement de la meilleure jeune
Le classement de la meilleure jeune ne concerne qu'une certaine catégorie de coureuses, celles étant âgées de moins de 23 ans. C'est-à-dire aux coureuses nées après le 1er janvier 1994. Ce classement, basé sur le classement général, attribue au premier un maillot blanc.

##### Classement du combiné
Le classement du combiné attribue un maillot bleu. La position des coureuses dans les classements suivants est prise en compte : classement général, classement des rushs et classement de la montagne. Les places des concurrentes dans ces différents classements sont additionnées. Celle ayant le moins de points mène le classement.

##### Classement par équipes
Le classement par équipes du jour s’établit par l’addition des trois meilleurs temps individuels de chaque équipe. En cas d’égalité, les équipes sont départagées par l’addition des places obtenues par leurs trois premiers coureurs de l’étape. En cas de nouvelle égalité, les équipes sont départagées par la place de leur meilleure coureuse au classement de l’étape.

##### Classement de la combativité
À l'issue de chaque étape, un jury constitué de quatre personnes attribue à la coureuse ayant le plus mérité, le trophée de la combativité.

##### Répartition des maillots
Chaque coureuse en tête d'un classement est porteuse du maillot ou du dossard distinctif correspondant. Cependant, dans le cas où une coureuse dominerait plusieurs classements, celle-ci ne porte qu'un seul maillot distinctif, selon une priorité de classements. Le classement général au temps est le classement prioritaire, suivi du classement par points, du classement général du meilleur grimpeur, de celui des rushs, de celui du combiné et du classement de la meilleure jeune. Si ce cas de figure se produit, le maillot correspondant au classement annexe de priorité inférieure n'est pas porté par celui qui domine ce classement mais par son deuxième.

#### Primes
Les étapes permettent de remporter les primes suivantes :
| Position | 1er   | 2e    | 3e    | 4e   | 5e   | 6e   | 7e   | 8e   | 9e   | 10e  |
| Prix     | 200 € | 120 € | 100 € | 80 € | 70 € | 60 € | 50 € | 40 € | 40 € | 40 € |

La 11e reçoit 30 €, les coureuses classées de la 12e à la 15e place gagnent 20 €, celles classées de la 16e à la 20e place gagnent 10 €.
Pour les demi-étapes le barème est le suivant :
| Position | 1er   | 2e    | 3e   | 4e   | 5e   | 6e   | 7e   | 8e   | 9e   | 10e  |
| Prix     | 180 € | 100 € | 80 € | 70 € | 60 € | 30 € | 30 € | 30 € | 30 € | 20 € |

Les coureuses classées de la 11e à la 15e place gagnent 10 €.
Le classement général final attribue les sommes suivantes :
| Position | 1er   | 2e    | 3e    | 4e    | 5e    | 6e   | 7e   | 8e   | 9e   | 10e  |
| Prix     | 300 € | 200 € | 160 € | 130 € | 120 € | 90 € | 80 € | 70 € | 60 € | 50 € |

Les coureuses classées de la 11e à la 15e place gagnent 30 €, celle classées de 16e à la 19e place 20 €, enfin la 20e gagne 10 €.

#### Prix
Le classement de la montagne final attribue les sommes suivantes:
| Position | 1er   | 2e   | 3e   | 4e   | 5e   | 6e   | 7e   | 8e   | 9e  | 10e |
| Prix     | 120 € | 90 € | 70 € | 60 € | 50 € | 40 € | 40 € | 30 € | 0 € | 0 € |

Les rushs rapportent cinq euros par point.
Le classement de la meilleure jeune et celui du combiné attribuent les sommes suivantes :
| Position | 1er   | 2e    | 3e   | 4e   | 5e   | 6e   | 7e  | 8e  | 9e  | 10e |
| Prix     | 120 € | 100 € | 90 € | 80 € | 70 € | 40 € | 0 € | 0 € | 0 € | 0 € |

Le classement par points attribue les sommes suivantes :
| Position | 1er  | 2e   | 3e   | 4e   | 5e   | 6e  | 7e  | 8e  | 9e  | 10e |
| Prix     | 80 € | 50 € | 30 € | 20 € | 20 € | 0 € | 0 € | 0 € | 0 € | 0 € |

Le classement par équipes attribue les sommes suivantes :
| Position | 1er   | 2e    | 3e   | 4e   | 5e  | 6e  | 7e  | 8e  | 9e  | 10e |
| Prix     | 210 € | 150 € | 90 € | 50 € | 0 € | 0 € | 0 € | 0 € | 0 € | 0 € |

Le prix de la combativité donne le droit à panier de produit du terroir chaque jour.